# José Luís de Oliveira
José Luiz de Oliveira ou simplesmente Zé Luiz, (Rio de Janeiro, 16 de novembro de 1904 — local e data da morte desconhecido), foi um futebolista brasileiro que atuava como zagueiro. 

## Carreira
Fez parte da Seleção Brasileira na primeira Copa do Mundo de 1930 no Uruguai. 

## Títulos
São Cristóvão
- Campeonato Carioca: 1926[1]